# Musza Góra
Musza Góra (Muszyńska Góra, Muszinska Góra) – zniwelowane wzniesienie w centrum Poznania. Obecnie teren ten to  plac Wolności, ulica 3 Maja, plac Ratajskiego. Nazwa może pochodzić z ludowego określenie wyznawców judaizmu ("mośki" – żydzi). W 1620 zanotowano istnienie osady, a w 1779 roku 5 budynków, placu i cegielni miejskiej.
Pruski zaborca z zamiarem stworzenia nowego centrum miasta, w 1797 wykupił górę od szlachcica Dobrzyckiego, a następnie zburzył zabudowania i zniwelował wzniesienie.
Na jej szczycie istniał do 1804 roku cmentarz żydowski.